# لودفيغ ويبر
لودفيغ ويبر (بالألمانية: Ludwig Weber)‏ هو عالم عقيدة ألماني، ولد في 2 أبريل 1846 في شفيلم في ألمانيا، وتوفي في 29 يناير 1922 في بون في ألمانيا.